# دليل بوبكر

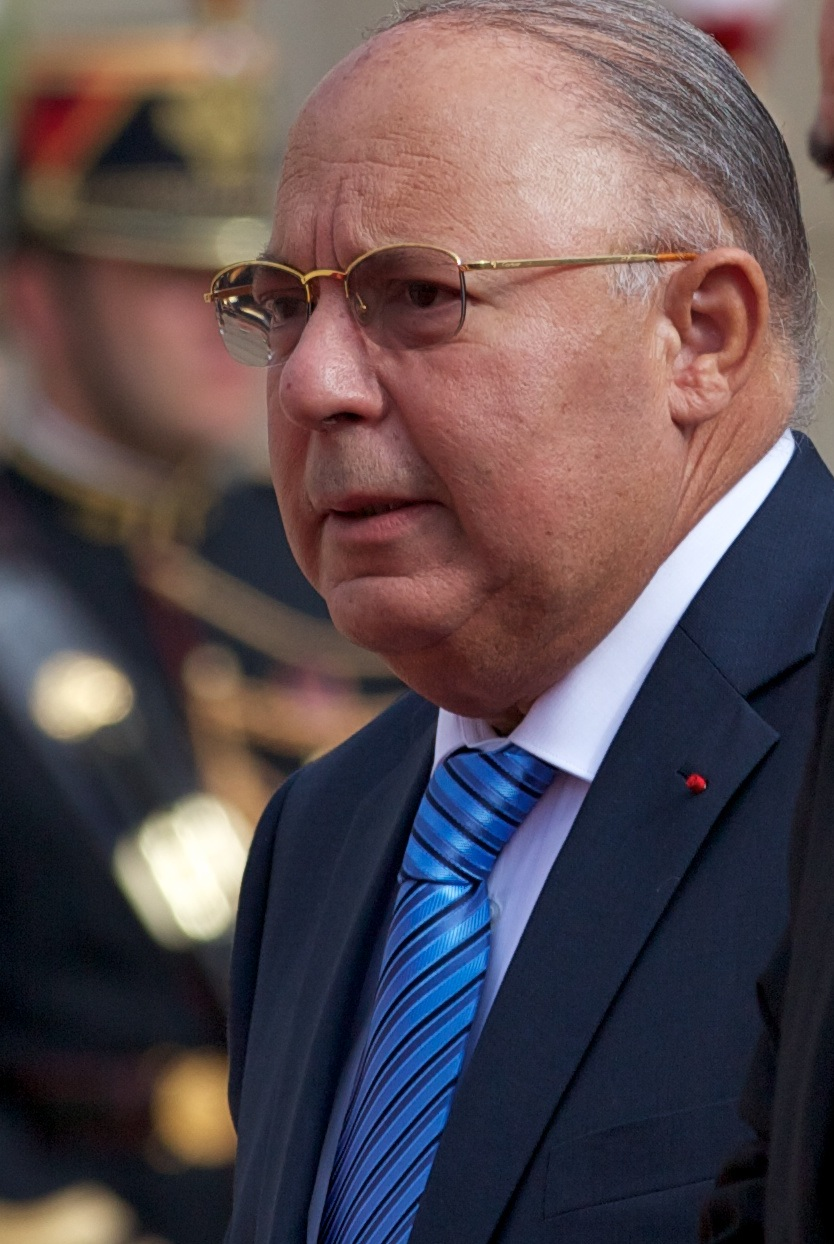
دليل بوبكر في زيارة لهولاند

هو عميد مسجد باريس في فرنسا وباحث إسلامي ومفكر معروف يحمل الجنسيتين الجزائرية والفرنسية ولد في 2 نوفمبر 1940 في سكيكدة شرق العاصمة الجزائر  وأبوه كان امام مسجد باريس

## هجرته ودراسته
رحل إلى باريس سنة 1957 رفقة عائلته ودرس في فرنسا وتحصل على شهادة الدكتوراه في الطب وعمل لسنوات في المستشفيات الباريسية ثم درس العلوم الشرعية والفلسفة في الأزهر بجمهورية مصر وتحصل على إجازة هناك وانتقل إلى تونس ليواصل دراسته الشرعية هناك وهو عضو في عمادة الأطباء الفرنسيين منذ سنة 1972 إلى الآن. يجيد اللغة الفرنسية والعربية والألمانية.

## المناصب الإسلامية
سنة 1987 أنتخب نائبا لعمادة مسجد باريس ثم سنة 1992 أنتخب عميدا لمسجد باريس. في أبريل 2003، أصبح أول رئيس للمجلس الفرنسي للديانة الإسلامية الذي تم إنشاؤه بدعم نشط من نيكولا ساركوزي، الذي كان وزيرا للداخلية آنذاك، تم إعادة انتخابه في أبريل 2005. تم استبداله في عام 2008، وتم إعادة انتخابه رئيسًا في عام 2013  وحل محله أنور كبيش في عام 2015.

## دفاعه عن المسلمين
يعتبر من أشد المدافعين عن المهاجرين الجزائريين والمسلمين عموما ولكن هناك من ينتقده ويتهمه بالتخابر ضد المسلمين ولكنه وسطي ويرفض التيارات الدينية هناك ويؤيد الإسلام الوسطي.